# Jean-Étienne Portalis
Jean-Étienne-Marie Portalis (1 de abril de 1746 - 25 de agosto de 1807) fue un jurista y político francés en el tiempo de la Revolución Francesa y del primer imperio. Miembro de la Academia Francesa Legión de Honor (1805). Es conocido por ser uno de los redactores del Código Civil de Francia. Su hijo Joseph Marie Portalis fue un diplomático y estadista.

## Biografía

### Primeros años
Su juventud y carácter. Portalis nació el 1 de abril de 1746 en Beausset, ciudad vecina de Toulon, en el sur de Francia, abrazado por una familia acomodada y numerosa donde él era el mayor de once hijos. Su padre, profesor de Derecho canónico en la Universidad de Aix-Marsella, le transmitió desde su infancia su pasión por el Derecho. Cursó sus estudios de forma brillante primero en Toulon, luego en Marsella y, finalmente, la Licenciatura en Aix en 1765.
Portalis se presentaba como un hombre alto, de fisonomía fina y seria, alumbrada por media sonrisa. En el fondo de su carácter se albergaba una sencillez llena de gracia, mezclada con impetuosas ocurrencias, familiares del clima en el que había crecido, y cuya alegría daba un interés picante a su conversación, naturalmente grave y sustancial. Cuentan que su elocución, salpicada con ingeniosas anécdotas, gozaba de gran encanto.
Abogado hasta el estallido revolucionario. A los 19 años Portalis ya era abogado. Se dio a conocer por la “revolución” que provocó en la oratoria de la época, aplicando consideraciones filosóficas a causas que no parecían a priori susceptibles de tales desarrollos. Pronto los abogados más afamados de su tiempo procuraron su amistad. Contrajo matrimonio con la hija de uno de esos conocidos letrados. De esa unión nacieron dos hijos: el benjamín fue con el tiempo cónsul general de Francia en Caracas y el mayor fue el primer presidente del Tribunal Supremo francés.
En la Ciudad de Aix se dedicó activa y brillantemente al ejercicio de la abogacía, destacándose en pleitos famosos, como el de divorcio en que, en su calidad de defensor de la condesa de Mirabeau, hubo de contender con el célebre Mirabeau, y componiendo algunos escritos filosóficos y jurídicos, no de gran categoría, pero sí muy bien acogidos. Uno de los últimos mereció los elogios de Voltaire. Su vocación y formación hacían de Portalis un personaje especialmente válido tanto para el Derecho como para la Religión.
En efecto, en esta etapa sale a la escena pública y brillará por su elocuencia con motivo de un dictamen (publicado en 1770) que le había sido solicitado por el duque de Choiseul, a la sazón primer ministro, sobre la eficacia de los matrimonios de protestantes en Francia, en el que se pronunciará a favor de la validez de estos matrimonios con independencia de su consagración religiosa. Este dictamen mereció los elogios de Voltaire, y contribuyó a que años más tarde se promulgase un edicto de 28 de noviembre de 1787 en virtud del cual se reconocía el estado civil de los protestantes. Elegido asesor de la ciudad de Aix, participará en la administración de la Provenza. En 1782, como diputado, defenderá los intereses de su provincia en París.
Iniciado en el Gran Oriente de Francia, llegaría a ser presidente (venerable) de la logia “Les Arts et l'Amitié” de Aix-en-Provence.
Detenido el 31 de diciembre de 1793 permanecerá internado en una casa de salud de la calle de Charone (llamada casa del doctor Belhomme), gozando de un estatuto en cierto modo privilegiado gracias a la mediación de Desvieux, que presidía uno de los tribunales civiles de París. Liberado en 1794, ejerce su profesión de abogado en París y rechaza una oferta de la Convención para formar parte del Tribunal de Casación.
En octubre de 1795, Portalis es elegido miembro del Consejo de los Ancianos (Conseil des Anciens), una de las dos Asambleas que entonces formaban el Cuerpo legislativo (la otra era el Consejo de los Quinientos), de la que llegó a ser presidente en julio de 1796 (Mathieu-Dumas será su secretario), como sucesor de Tronchet. Fue el orador más eminente de los realistas «constitucionales». Pronunció diversos discursos que le otorgaron celebridad al criticar «el espíritu revolucionario»: «el afán exaltado de sacrificar violentamente todos los derechos a un fin político, y de no admitir otra consideración que la de un misterioso y variable interés de Estado». Ya en esta época (a los cincuenta años) padecía de cataratas, estaba casi ciego, y casi no podía leer ni escribir; sin embargo, conservaba una memoria tan prodigiosa que ni siquiera sus más inmediatos colaboradores detectaron el verdadero alcance de su dolencia.
Con ocasión de las elecciones del año V se coloca al frente del Partido Constitucional (de monárquicos moderados), el cual se encontraba entre las dos facciones rivales formadas por los convencionales y los realistas. Este activismo político y la oposición que Portalis había demostrado hacia el Directorio, darán lugar a que sea considerado como enemigo cuando tuvo lugar el golpe de Estado de 4 de septiembre de 1797. Un decreto del 4 de septiembre de 1797 condena a Portalis a ser desterrado, por lo que ante el temor de ser deportado a la Guayana opta por el camino del exilio, acompañado de su hijo mayor. El peregrinaje transcurriría por Alemania y Suiza, donde entró en relación con los intelectuales de la época (Goethe, Lavater, Mallet du Pan, Narbonne, Suard, Jacobi), que influyeron decisivamente en su formación y en la evolución de su pensamiento. Trabajó entonces en la famosa obra De l'usage et de l'abus de l'esprit philosophique durant le XVIII siècle en la que presenta un panorama de la historia del pensamiento definiéndolo como «un espíritu de libertad, de indagación y de luz». No se le permitirá regresar a Francia hasta finales del año 1799.
Entretanto, la crisis social y política en Francia continuaba en plena ebullición. El pueblo exigía con decisión la convocatoria de los Estados Generales. La nobleza y el clero, nerviosos ante los métodos de votación que se avecinaban en esa asamblea, parecían comenzar a cuestionar la unidad de sus filas. El Juramento del Juego de la Pelota y la creación de la Asamblea Nacional Constituyente presionaron hasta el extremo a Luis XVI y precipitaron el estallido que se venía gestando.

### Su gran legado: el Código Civil
El 3 de abril de 1800, Napoleón le nombra comisario del Gobierno en el Tribunal de apresamientos (Conseil des prises). Más tarde, el 18 de agosto de 1800, será designado miembro de la comisión de redacción del Código Civil, junto con Tronchet, Bigot de Préameneu y Maleville, en la que también intervinieron en las discusiones Cambacéres (entonces segundo cónsul, cargo que le impedía formar parte de la comisión de redacción), el consejero de Estado Trailhard y el mismo Napoleón. Portalis representaba la tradición romanista. El 22 de septiembre siguiente es designado consejero de Estado, adscrito a la sección de legislación. La comisión trabajará con rapidez y en menos de cuatro meses (el 20 de enero de 1801) remite al Gobierno el Proyecto de Código Civil.

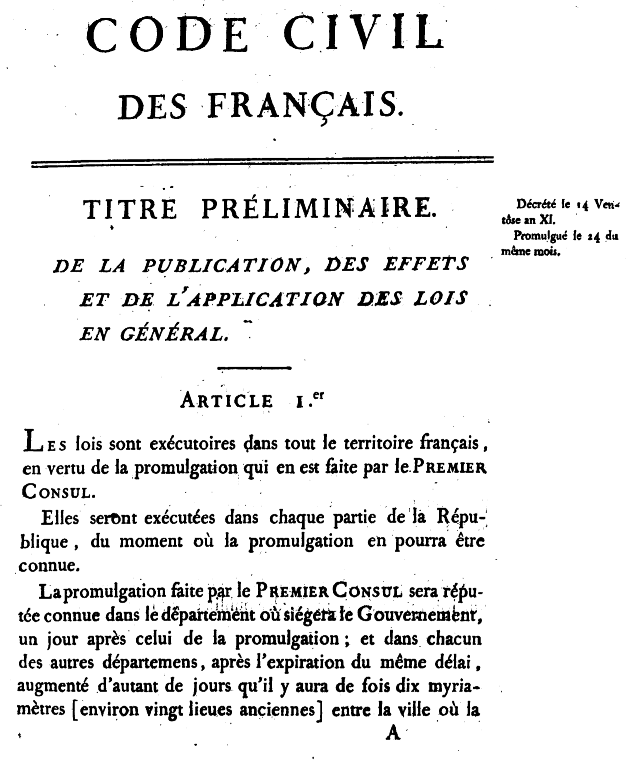
Primera página de la edición original del Código Civil Francés de 1804.

El resultado final fue un trabajo ejemplar, donde quedaban resumidas y claramente sintetizadas las antiguas leyes del régimen real, las leyes de la costumbre de París y el Norte de Francia, y el derecho escrito de las regiones occitanas, combinadas con la nueva filosofía de la Revolución. El Código marca el principio de un país jurídicamente unificado, y el fin de la Revolución Francesa.
De entrada, Portalis se encargó de advertir la envergadura del problema que enfrentaban, esto es, la "...prodigiosa diversidad de costumbres que se encuentra en el mismo imperio. Se hubiera dicho que la Francia no era sino una sociedad de sociedades. La patria era común, mas los estados, particulares y distintos; el territorio era uno, mas las naciones, diversas... ¿Cómo dar las mismas leyes a hombres que, aunque sometidos al mismo gobierno, no vivían bajo el mismo clima y tenían hábitos tan diferentes?".
Pero Portalis avanzó también el principio de solución. La cultura de que hablamos no era una cultura dogmática ni menos ideológica. Por eso, en ella había espacio para las normas del Derecho Romano y para las costumbres ancestrales, tanto como para las ordenanzas reales y las leyes sancionadas en el período revolucionario inmediatamente anterior. A todas ellas había que llamarlas para que proveyeran los criterios y las soluciones con las cuales se construiría la nueva obra. Es notable la finura con la que Portalis analizó cada uno de estos elementos, dejando siempre en claro que lo importante era que las normas seleccionadas hubieran demostrado su utilidad para garantizar la justicia y la paz entre los ciudadanos. En este sentido, su método dotado de profunda sensatez quedó en las antípodas del que preconizaba la citada Escuela del Iusnaturalismo Racionalista que, para todo, pedía la aplicación implacable de las deducciones apriorísticas en virtud de las cuales la realidad debía adaptarse a ideas preconcebidas, claras y distintas.
El Código Civil francés no solo ha tenido una distinguida importancia en Francia, este impregna ordenamientos jurídicos en una gran parte de Europa: Bélgica, Luxemburgo, Alemania, Holanda, Italia, España y Polonia; como también en Sudamérica:  Argentina y Bolivia. En Japón y Egipto desde luego también han tenido notable importancia.

### El pensamiento de Portalis sobre el código civil francés
Verdad es que Portalis, el más trascendente de los redactores del Código Civil Francés de 1804 (junto con Tronchet, Bigot de Préameneu y Maleville), es un fiel exponente de los grandes juristas de todos los tiempos, de los que nunca han creído ni creerán que es posible aprisionar el Derecho en una sola fuente como la ley, esto es, agotarlo en ella.
Lo anterior se ve claramente manifestado en su discursos preliminar del proyecto de Código Civil Francés, que a continuación se narran algunos fragmentos:
"El derecho es la razón universal, la suprema razón fundada en la naturaleza misma de las cosas. las leyes son o deben ser el derecho reducido a reglas positivas.
El derecho es moralmente obligatorio; pero, por sí solo no lleva consigo coacción ninguna; él dirige, las leyes ordenan, sirve de brújula, y las leyes de compás."
"Comoquiera que sea, las leyes positivas, jamás podrán reemplazar enteramente el uso de la razón natural en los quehaceres de la vida. Las necesidades de la sociedad son tan varias, sus intereses, tan múltiples, y sus relaciones, tan extendidas, que resulta imposible al legislador proveer a todo".
“La misión de la ley es fijar a grandes rasgos las máximas generales del derecho, establecer los principios fecundos en consecuencias y no descender al detalle de las cuestiones que pueden surgir en cada materia”.
“Es al magistrado y al jurisconsulto, penetrados del espíritu general de las leyes, a quienes toca dirigir su aplicación”.
“De ahí que en todas las naciones civilizadas se vea formarse siempre, junto al santuario de las leyes y bajo la vigilancia del legislador, un depósito de aforismos, de decisiones, de doctrina que diariamente se depuran por la práctica y el choque de los debates judiciales, que acrecienta sin cesar, por obra de todos, los conocimientos adquiridos, y que, en todo momento, ha sido considerado como un verdadero suplemento de la legislación”.
Era propio del pueblo francés de la época reconocer como única autoridad a la ley, por ser esta general y abstracta. La ley no reconoce privilegios puesto que no se dirige a nadie más que no sea al pueblo en general. Este pensamiento queda plasmado en el Código Civil encargado a Portalis:
"En efecto, la ley estatuye para todos; considera a los hombres en masa, nunca como particulares; no debe ocuparse de los hechos individuales ni de los litigios que separan a los ciudadanos. Si fuera de otro modo, habría que hacer nuevas leyes diariamente: su multitud ahogaría su dignidad y perjudicaría su cumplimiento. El jurista quedaría sin funciones, y el legislador, arrastrado por los detalles, pronto sería un simple jurista, pronto no sería más que un jurisconsulto. Los intereses particulares sitiarían el poder legislativo; le apartarían, a cada instante, del interés general de la sociedad".

### Portalis y la interpretación judicial
Portalis logró un conocimiento práctico de lo jurídico, esta circunstancia lo llevó a considerar siempre que el derecho era una ciencia práctica y que todo jurista debía ser un creador del derecho, un verdadero jurisprudente que aplicara el derecho, dando a cada uno lo que le corresponde.
Siempre consideró que la labor hermenéutica era necesaria para lograr una efectiva vigencia del derecho. Distinguió dos clases de interpretación: una por vía de la doctrina, y la otra por vía de la autoridad. Nos dice "La interpretación doctrinal consiste en captar el verdadero sentido de las leyes, aplicarlas inteligentemente y suplirlas en los casos no regulados por ella. Sin esta especie de interpretación, ¿podría concebirse la posibilidad de cumplir con la función social? La interpretación auténtica consiste en resolver los problemas y las dudas por la vía de reglamentos o de disposiciones generales. Este modo es el único que está prohibido al juez.
Con ello Portalis no solo reconoce como imprescindible la interpretación doctrinal o judicial, sino que con un criterio bien amplio, traza las grandes líneas por donde debe discurrir la labor del intérprete, confiriendo al juez una gran libertad de espíritu. Su gran conocimiento del derecho romano clásico y justinianeo lo llevó a tener esa convicción profunda: el jurista y el juez no se reducen a ser autómatas, simples y fríos aplicadores del texto legal; muy por el contrario, el juez, vinculado positivamente al derecho vigente, debe recrear la fórmula legal para adaptarla plenamente a la realidad social que regula.

### Otra obra destacada

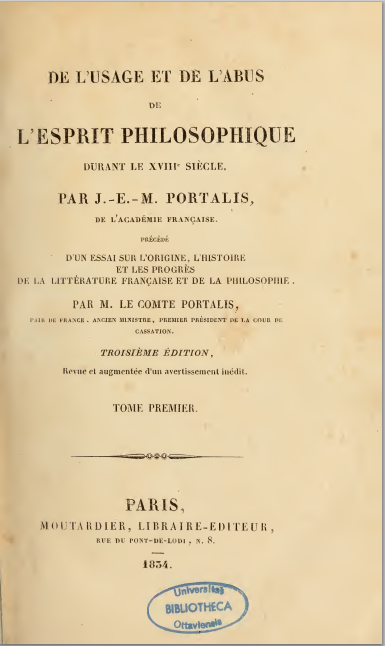
Tomo primero de De l'usage et de l'abus de l'esprit philosophique durant le XVIIIe siècle, 1834.

Portalis dejó manuscrita una obra titulada De l'usage et de l'abus de l'esprit philosophique durant le XVIIIe siècle ("Del uso y del abuso del espíritu filosófico durante el siglo XVIII", en español), la cual no fue impresa hasta 1820.
En esta obra reina la claridad, el método, un tono sabio, moderado, imparcial y religioso. Su autor después de haber mostrado el origen y los caracteres, las causas del espíritu filosófico y sus ventajas, bajo muchos conceptos, pone enseguida de manifiesto sus abusos, combate al ateísmo y el materialismo, hace una apología filosófica de la religión cristiana, y rechaza las paradojas del día, los falsos sistemas sobre el estado social, sobre la política y sobre la legislación.

### Últimos años
El 10 de julio de 1804, Portalis fue nombrado Ministro de Cultos, y en agosto de este mismo año, con motivo de la dimisión de Chaptal, asumió la interinidad del Ministerio del Interior. El 1 de febrero de 1805 fue condecorado con el gran collar de la Legión de Honor. El 2 de enero del año siguiente fue designado para ocupar un sillón de la Academia francesa.
Portalis murió en París, el 25 de agosto de 1807. Se dice que Napoleón, muy afectado por el fallecimiento de su eminente y leal colaborador, decretó que le fueran rendidos funerales nacionales. Sus restos fueron depositados en el Panteón, donde reposan actualmente.
Doscientos años después de su actividad codificadora, las Universidades de Madrid, México D.F. o Santiago de Chile explican a sus alumnos el buen criterio y el profundo conocimiento de las instituciones que subo expresar Portalis en un estilo claro y sencillo.

### Surgimiento de Códigos Civiles en el mundo
Los códigos orientados por el iluminismo tuvieron el propósito de abarcar el universo del derecho, de no presentar lagunas, de regir para todos y de tener vigencia para siempre. En la euforia por la codificación el código de Prusia despojó a los tribunales de su función de interpretar las leyes en cuanto les impuso que, en caso de duda, se dirigieran a una comisión real para que esta fijara el alcance de los textos legales; y en Francia llevó a que, hasta 1828, se dotara al Consejo de Estado de facultades decisorias de índole judicial, y hasta 1837 rigiera el mecanismo de remisión al legislador cuando los tribunales desoían los criterios de la Corte de Casación.
Esa euforia llegó a la Argentina. La ley que sancionó el código civil a comienzos de la primavera del año 1869 encomendó al Ministerio de Justicia recibir de la Suprema Corte de Justicia y de los Tribunales federales y provinciales informes anuales respecto «de las dudas y dificultades que ofreciere en la práctica la aplicación del código, así como de los vacíos que encontraren en sus disposiciones para presentarlas oportunamente al Congreso». Los primeras comentaristas siguieron a la letra el articulado del código.
La idea central era esta: todo el derecho en la ley, nada fuera de la ley; todo el derecho civil en el código civil, nada fuera del código civil. Era el pensamiento del profesor Bugnet: «No conozco el derecho civil, sólo enseño el Código Napoleón».
En todo el mundo, en países de culturas distintas y tributarios de varios sistemas jurídicos, desde 1942 —año en el que fue dictado el nuevo código civil de Italia— han sido sancionados no menos de cincuenta códigos civiles, entre ellos, en la década de los años 90, los de Quebec, de Holanda y de muchos países que pertenecieron a la órbita socialista. Entre 1975 y 2002 en América del Sur fueron dictados los nuevos códigos civiles de Bolivia, Perú, Paraguay y Brasil. Está en curso el nuevo código civil de Puerto Rico.
Especialmente en México, el modelo que se utilizó para llevar a bien la tarea codificadora del derecho civil mexicano es el francés. Existe una influencia del Código de Napoleón sobre el Código Civil mexicano, tanto desde el punto de vista sistemático como de la normatividad.

### Rememoraciones
El escultor francés Joseph Marius Ramus realizó una estatua de mármol de Joseph Jérôme Siméon y Portalis, en frente del Palacio de Justicia de Aix-en-Provence
En 2004 tuvo lugar, en la sede del antiguo Palacio de Justicia de Grenoble, un Congreso para conmemorar los doscientos años de la publicación del Código civil francés, considerado como quizás el texto jurídico más influyente y universal de todos los tiempos, después naturalmente del Digesto. En dicho Congreso la secretaria científica de la Asociación Francesa de Historia de la Justicia, Catherine Delplanque, tuvo como tema de comunicación la figura de Jean-Étienne-Marie Portalis como filósofo de los derechos humanos, examinando la relación entre religión y filosofía a través de su obra y entre derecho y religión a través de De l'usage et de l'abus de l'esprit philosophique au XVIIIe siècle. Precisó Delplanque que Portalis era "profundamente creyente" y que esta "obra parece destinada al servicio de la religión". O, dicho de otro modo, con el último objetivo dirigido a servir al interés general de la sociedad francesa".